# Endelèkhia
Endelèkhia (en grec: Ενδελέχεια) és un grup de música rock grec. El seu nom significa continuïtat, persistència, compte, i és cognat de la paraula catalana entelèquia. Els seus primers membres van conèixer-se a començaments dels anys 1980. El seu primer disc homònim va publicar-lo Eros Music el 1994. Des d'aleshores han publicat els seus discs a la discogràfica FM Records.

## Discografia
- 1994 Endelekhia
- 1996 Einai edo... o,ti einai kai pio pera (Εros music)
- 1997 Voutia apo psila (Fm records)
- 1999 Khartines saites (Fm records)
- 2000 Kathreftis, multimedia CD single (Fm records)
- 2001 Sta sinora tis mera, multimedia CD (Fm records)
- 2003 Mia petalouda pou ksefeugei (Fm records)
- 2005 Mesa mou kryvontai alloi (Fm Records)